# Tiền đồ lớn lao: Song long hội
Tiền đồ lớn lao: Song long hội (tiếng Anh: Great Expecations - Twin Dragons , tiếng Trung: 远大前程·双龙会) là một bộ phim hành động võ thuật Trung Quốc sản xuất năm 2018 lấy bối cảnh xã hội Thiên Tân những năm 1925 khi Trung Hoa Dân quốc vẫn còn kiểm soát Hoa Lục.

## Nội dung
Tiền đồ lớn lao: Song long hội là ngoại truyện của “Tiền đồ lớn lao”, xoay quanh câu chuyện của thiếu niên anh hùng Hoắc Chấn Tiêu và những người bạn chống lại thế lực của bọn Hải Hà bang trong nhà tù mẫu số 1 ở Thiên Tân năm 1925 khi họ vừa mới vào tù.

## Diễn viên
- Lưu Hạo Nhiên vai Hoắc Chấn Tiêu
- Trần Hào vai Trần Tranh
- Thượng Ngữ Hiền vai Đoàn Hương Vân